# Сильвес (тайфа)
Тайфа Сильвес (исп. Taifa de Silves) — средневековое мусульманское государство на территории современной Южной Португалии, существовавшее в течение двух чётких временных интервалов: 1040—1063 и 1144—1151. Её столицей был город Силвеш. В 1063 году это государство было завоёвано более сильной тайфой Севильей. С 1091 года территория тайфы Сильвес, вместе с Севильей включена в состав государства Альморавидов. В 1144 году, в результате распада альморавидского государства тайфа на короткое время восстановила свою независимость. В 1151 году она была окончательно завоёвана Альмохадами.

## Правители тайфы Сильвес
- Династия Музаймидов
  - Иса I (1027—1040/1041)
  - Мухаммад I (1040/1041-1048)
  - Иса II (1048—1053)
  - Мухаммад II (1053—1058)
  - Иса III (1058—1063)
- под контролем тайфы Севилья (1063—1091)
- под контролем Марокко (Альморавидов) (1091—1144)
- Династия аль-Мундиридов
  - Абу’л Валид Мухаммад (1145—1151)
- под контролем Марокко (Альмохадов) (1151—1250)